# Elsmere
Elsmere város az USA Delaware államában, New Castle megyében. Lakosainak száma 6229 fő (2020).

## Népesség
A település népességének változása:

| 2010 | 6 131 |
| 2020 | 6 229 |